# 媚薬
媚薬（びやく、英語：aphrodisiac）とは、主に性欲を高めさせたり、恋愛感情を起こさせるような薬を言う。惚れ薬とも称される。また、感度を高めるのにも使う。

## 概説
媚薬とは主に性的興奮を高める作用を持つ薬の総称であるが、その歴史は古く精力の付く薬や食品の総称ともとらえることができる。多くの場合こうした薬の作用は個人差が大きく、薬効の認識によっても差異がある（プラセボ効果参照）。基本的には精神を自在に操作することのできるほどの薬効成分は実用化されておらず、惚れ薬は架空の薬品と認識されている。
歴史的には大変古いが食用となる野菜や果物、獣肉等の産地、知識が偏っていた前近代においては、刺激性物質の入っている食材が媚薬とされることがすくなからずあり、タマネギなど現代では一般的な食材も過去には媚薬扱いされていた。これは嗜好品の一般化した近年とは異なり、当時の人々が刺激性物質や化学物質に全く晒されていなかったために薬効が顕在化しやすかったのではないかという説がある。また前述のプラセボ効果により、珍しい果実や食材に媚薬効果があるというふれこみで輸入・販売されることがあった。

## 主な分類
催淫剤
性欲を亢進させる薬。主に男性の精力減退の治療に用いられ、勃起を促す作用を持つ。女性用にはフリバンセリンなどが知られているが、10錠で5000円前後と高く、副作用に嘔吐・眠気・低血圧などがあり、毎日1か月飲み続ける必要があり効果が出るのは半数程度であるため、販売は不振であったという。
フィクションの世界では、女性に向けて用いられることが多いが、同じ薬が男女双方に作用することもしばしばである。
刺激性物質
経口摂取、または注射により尿内に残留し、尿路から性器を刺激する。多量に摂ると毒になる物質に、この作用が見られることがある。
性ホルモン剤
アンドロゲン、エストロゲンなどのステロイドホルモン製剤の一部に、性器の発達を促す作用があり、性欲増進に効果があるとされる。
民間の伝承薬
漢方薬や生薬といった、口伝や経験則によって効能や有効成分が認められている薬。または、感応呪術による性器食。

## 主な媚薬とされるもの

### 植物、動物由来の食品・調味料
リンゴ、ザクロ
ジョルジュ・デュビィ他著『愛とセクシュアリテの歴史』にリンゴとザクロを用いた古代バビロニアの性愛の呪法が紹介されている。
イチジク
ギリシャ・ローマ時代には国の豊かさの象徴とされ、媚薬ともされた。
タマネギ
『カーマ・スートラ』などで紹介。
イラクサ
ペトロニウス著『サテュリコン』で紹介。
トリュフ
世界三大珍味の一つであり強壮作用があると信じられたキノコの一種。
卵、チーズ
栄養価の高い食品は強壮剤として用いられた。
甘草、カズラ、サトウキビ
糖分の取れる食材は強精薬として用いられた。
ナマコ、カキ、ニンニク
精のつく食品として紹介され強壮にも効果があるとされた。
動物の性器
アザラシ、オットセイのペニスやウシ、ヒツジの睾丸などが精力増強作用があるとされた。
蜂蜜酒
強壮剤として民間伝承。
サフラン
調味料として、媚薬として重宝された。
マンドラゴラ
実在するマンドレイクではなく、伝承としてのマンドラゴラ。二股に根差が分かれた根菜であり、魔術薬の代表的な材料として知られる。シェイクスピアの『マクベス』などでは魔女の薬の材料として紹介されている。
カカオ、コーヒー
チョコレートやココア、コーヒーが催淫効果があるとされた。
コショウ、チョウセンアサガオ
『カーマ・スートラ』によれば男性性器にこれらを混ぜた蜂蜜を塗り交合すれば思い通りに女性を恍惚とさせられるとされる。
アルコール
リキュールや葡萄酒など。多量に摂ると逆効果。
バニラ
少量だが男性フェロモンと同じ成分が含まれている。

### 散薬、塗布薬など
サテュリオン
ペトロニウス著『サテュリコン』で紹介された媚薬。催淫剤の総称だがいくつかの植物がこれにあたると後世紹介されており、正体は不明。
魔女の軟膏
様々な生薬を練り込んだ軟膏。魔女がサバトの饗宴で用い、オルガスムスを簡単に得られるとされた。多くはキリスト教普及以前の民間伝承薬であったとされている。魔女狩り以降の伝承では暗黒面が強調され、精液、愛液、コウモリの血や女性の経血、蛇なども材料とされた。
カンタリス、カンタリデス
ツチハンミョウ類の昆虫の粉末。ヨーロッパのものはアオハンミョウである。東西を問わず生薬として用いられヨーロッパでは媚薬効果があるとされた。
漢方薬
鹿角（鹿の角）、鹿茸（鹿のふくろづの）、附子（トリカブトの一種）、地黄（アカヤジオウ）、麋角（トナカイの角）などを調合。
アヘン、ヒキガエルの粘液
江戸時代の日本で売られていた「長命丸」という媚薬の主成分。
朝鮮人参
万能薬として珍重された。
麻薬
アッパー系と呼ばれる興奮作用のあるものが性欲昂進に効果があるとされる。

### その他
麝香、龍涎香
香りに媚薬効果があるとして珍重された香。
イモリの黒焼き
。古代ローマやインドでもトカゲは媚薬・強精薬の材料となった。
ハキリアリ
コロンビアではハキリアリに媚薬の効果があると信じられ、一般的に食用にされている。

## 媚薬が登場する作品
- ウィリアム・シェイクスピア - 『夏の夜の夢』
- フェリックス・メンデルスゾーン - 歌劇『夏の夜の夢 (メンデルスゾーン)』
- ワーグナー - 楽劇『トリスタンとイゾルデ』
- ドニゼッティ - 歌劇『愛の妙薬』
- ピエル・パオロ・パゾリーニの『カンタベリー物語』「第一話　貿易商人の話」
- 藤子不二雄 - コミックス・アニメ『ドラえもん』「キューピッドのや」。単行本第3巻収録話に登場。